# Hermanos Hospitalarios de San Antonio

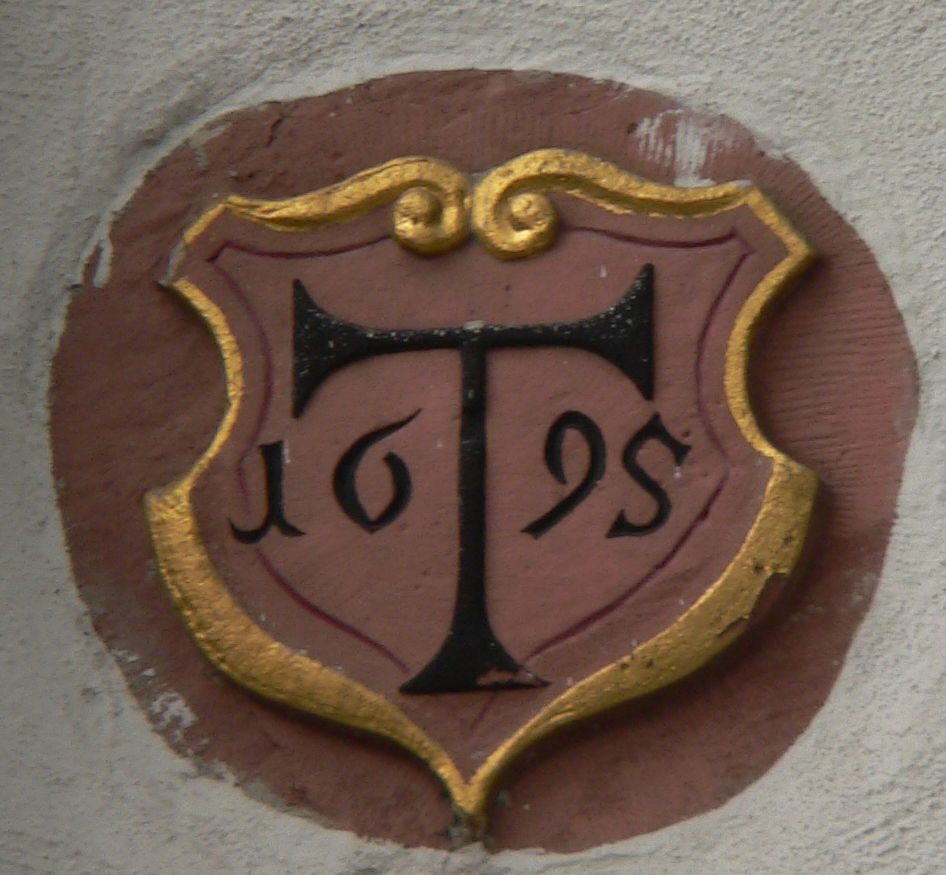
La Cruz de San Antonio en el antiguo hospital antoniano de Fráncfort-Höchst.

Los Hermanos Hospitalarios de San Antonio (en latín Canonici Regulares Sancti Agustini Ordinis Sancti Antonii Abbatis, Canónigos Regulares (de San Agustín) de la Orden de San Antonio Abad o CRSAnt), también conocidos como Orden de San Antonio o Antonianos, fueron una congregación católica fundada hacia 1095, con el propósito de cuidar de aquellos que sufrían la enfermedad del ergotismo, muy común por entonces y llamada fuego de San Antón. 
La congregación fue canónicamente unida a la Orden de Malta en 1777 por el papa Pío VI. En España fue extinguida por un breve pontificio del mismo papa Pío VI, publicado en 1791. Perdió sus últimos monasterios durante la Revolución francesa (1789) y el periodo de Mediatización y Secularización del Sacro Imperio Romano Germánico de 1803.
Los miembros de la orden antoniana usaron un hábito negro con la letra griega tau de color azul en el pecho. Dicha letra es la decimonovena del alfabeto griego y constituye lo que se llama la cruz de tau o cruz de San Antón.

## Historia

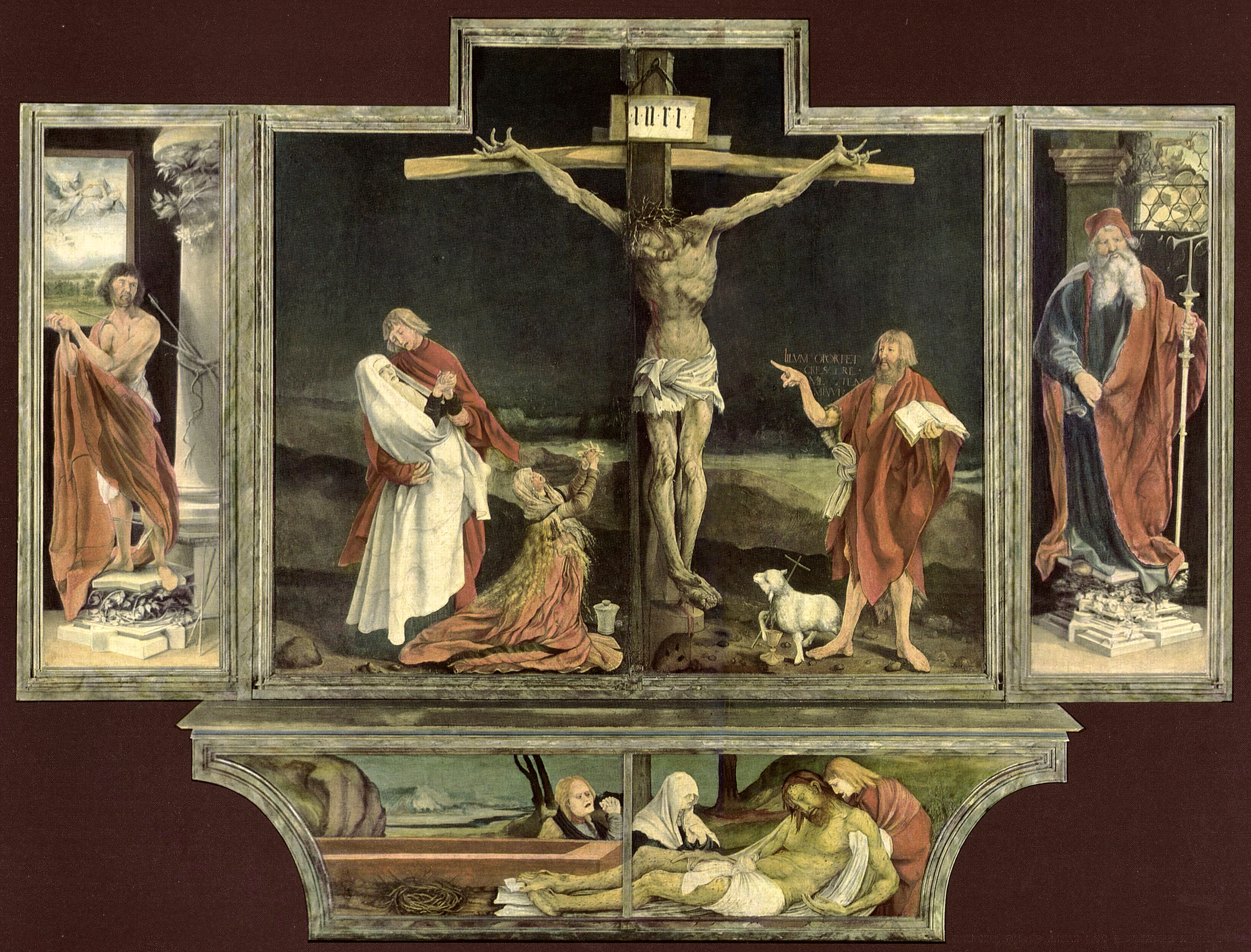
El Retablo de Isenheim, creado por Matthias Grünewald a principios del siglo XVI para el hospital y monasterio antoniano de Isenheim. La obra contiene un gran número de referencias a San Antón y al Fuego de San Antón.

La congregación fue fundada hacia 1095 por Gastón de Valloire, un noble del Delfinado (en el Reino de Arlés, uno de los tres reinos del Sacro Imperio Romano Germánico), y por su hijo Girondo, en agradecimiento por la cura milagrosa de este último, pues padecía de Fuego de San Antón y fue sanado gracias a las reliquias de San Antón. La congregación religiosa formada por laicos fue confirmada por el papa Urbano II en el año 1095.

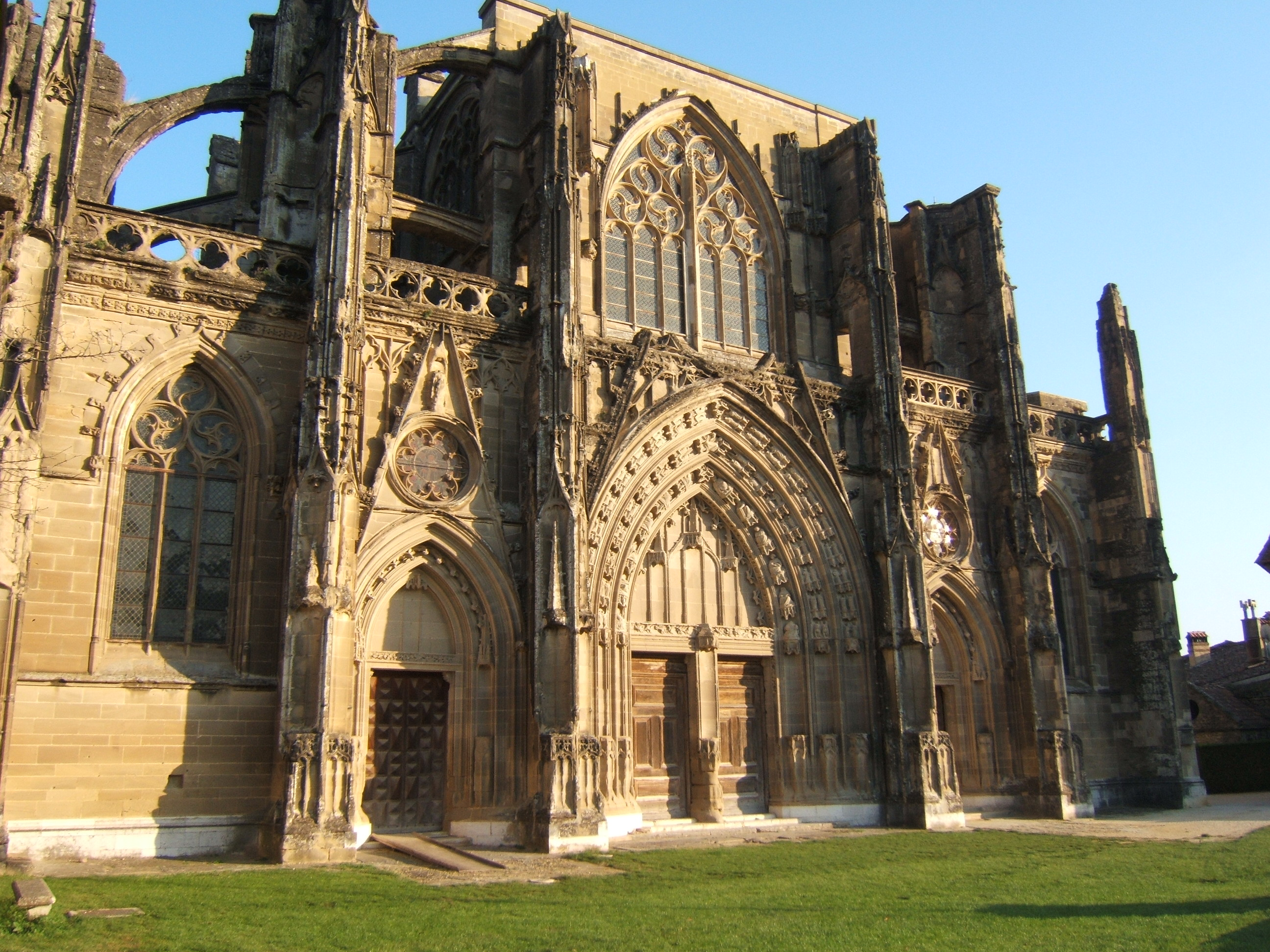
Portada gótica de la iglesia abacial de San Antonio en Saint-Antoine-l'Abbaye.

Las reliquias se custodiaban en la Iglesia de San Antonio de la villa de La Mota (en el Delfinado, La-Motte-Saint-Didier, actualmente Saint-Antoine-l'Abbaye (Abadía de San Antonio) en el departamento francés de Isère). Dicha iglesia era la iglesia conventual de un priorato benedictino cuyos monjes se ocupaban del santuario. Gastón y su comunidad, que en principio estaba formada por laicos, erigieron un hospital cerca, donde cuidaban de los peregrinos que visitaban el santuario de la Iglesia de San Antonio y de los enfermos, particularmente de aquellos afligidos por el Fuego de San Antón, que fue una enfermedad muy común en la Edad Media, particularmente entre los pobres, por el consumo de cereales contaminados con cornezuelo y la falta de higiene corporal. Las relaciones con los benedictinos residentes en el priorato, sin embargo, no fueron buenas y los conflictos entre ambas comunidades eran frecuentes.
Primero fueron laicos y, más de ciento veinte años después de su fundación, recibieron la sanción en 1218 como orden monástica por bula del papa Honorio III. En 1248 adoptaron la Regla de San Agustín y se constituyeron, ya como religiosos, en canónigos regulares (esto es, seguidores estrictos de la regla: vivir juntos en comunidad y tomar los votos de castidad, pobreza y obediencia) en 1297 por bula del papa Bonifacio VIII. En este tiempo, el conflicto que había crecido entre los antonianos y los benedictinos responsables de las reliquias, alcanzó un punto de ruptura: el papa le puso fin despidiendo a los benedictinos de La-Motte-Saint-Didier a la Abadía de Montmajour y dando la custodia de las reliquias a los Hermanos Hospitalarios de San Antonio.
Debido al éxito de la comunidad, posteriormente se abrieron más hospitales en el Reino de Arlés como los de Gap (Altos Alpes), Chambéry (Saboya) y Besanzón (Franco Condado), y después en Francia, España, Italia, Flandes y Alemania, donde uno de sus primeros monasterios-hospitales fue abierto en 1214, en Memmingen. La congregación creció aún más durante el siglo XIV, durante el cual los Hermanos Hospitalarios también cuidaron de los que sufrían de peste negra, y en su cénit, en el siglo XV, poseyó cerca de 370 hospitales y encomiendas con más de 10 000 monjes. La congregación también tuvo entre sus miembros a un número de eruditos y de prelados distinguidos. Entre sus privilegios estaba el de cuidar de los enfermos de la casa del Papa.

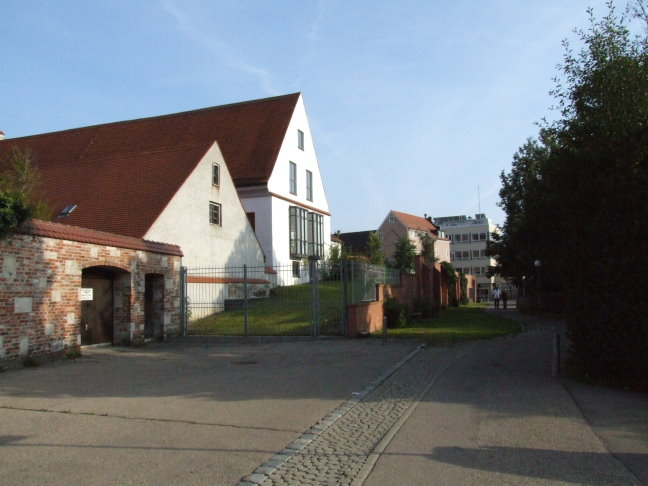
Antiguo hospital antoniano en Memmingen, hoy un museo de la Orden en Alemania

Las actividades caritativas y curativas de la Orden antoniana atrajeron regalos abundantes y donaciones, pero sus rentas disminuyeron perceptiblemente después de la Reforma protestante, y más particularmente una vez que finalmente se realizó la conexión entre el Fuego de San Antón y el cornezuelo de centeno, y la incidencia de la enfermedad entre la población bajó abruptamente. En 1616 se ordenó una reforma de la Orden y fue realizada parcialmente. En 1777 la congregación, enormemente reducida, fue canónicamente unida a la Orden de Malta. En Francia, solo un número minúsculo de casas-hospital permaneció abierto después, y los remanentes de la orden fueron finalmente suprimidos durante la Revolución francesa y en los años siguientes. En el Sacro Imperio Romano Germánico las últimas 33 casas-hospital alemanas fueron unidas a la Orden de Malta por el decreto papal de 1777, salvo los monasterios de la orden en Colonia y en Höchst (ciudad a 10 km al sur de Fráncfort del Meno, ahora un distrito del propio Fráncfort), que fueron disueltos durante el periodo de Mediatización y Secularización de 1803.

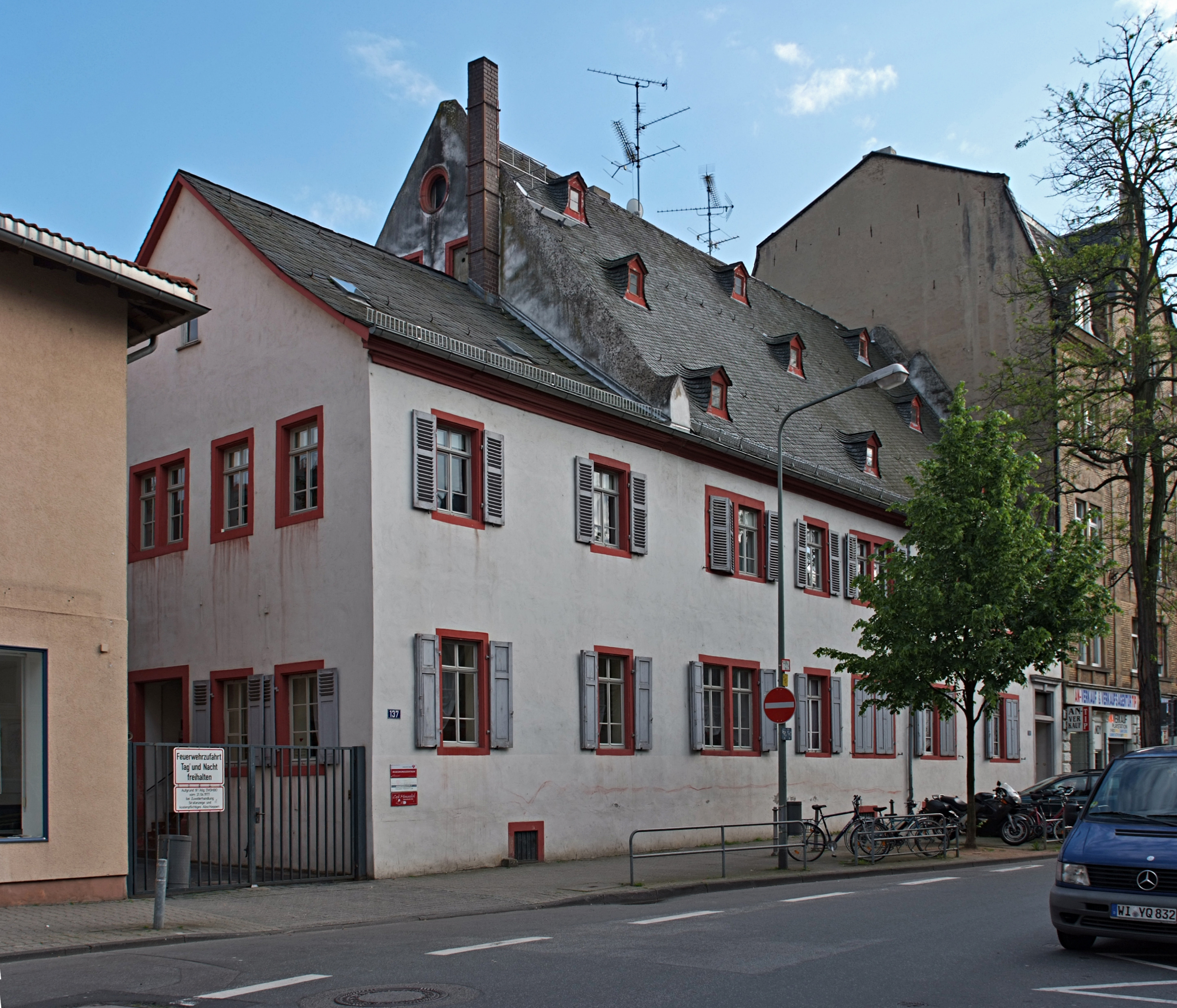
El antiguo hospital antoniano de Fráncfort-Höchst, que fue clausurado en 1803, una de las últimas casas antonianas.

## La Orden en España
Los Hermanos Hospitalarios de San Antonio tuvieron desde el siglo XII en Castilla y desde el siglo XIII en el Reino de Navarra dos grandes encomiendas generales (o provincias) para todos los reinos de la península. En España, la Orden fue extinguida a petición del rey Carlos III por un breve pontificio del papa Pío VI, publicado en 1791, repartiéndose sus bienes y rentas entre hospitales, iglesias locales y ayuntamientos, que estaban encargados de seguir con el servicio prestado por la Orden de atención a los enfermos. 

### Reinos de Castilla
Hacia el año 1146, apenas cincuenta años después de la cosa de la Orden, el rey de Castilla Alfonso VII fundó el hospital de San Antón a las afueras de Castrojeriz, junto al Camino de Santiago. Este monasterio y hospital para los peregrinos a Santiago de Compostela se convirtió en la sede del Comendador Mayor y Preceptor General de toda Castilla, Andalucía, Granada, Portugal y las Indias Orientales. Bajo la Corona de Castilla, los Hermanos Hospitalarios de San Antonio tuvieron hospitales (encomiendas dependientes) en:

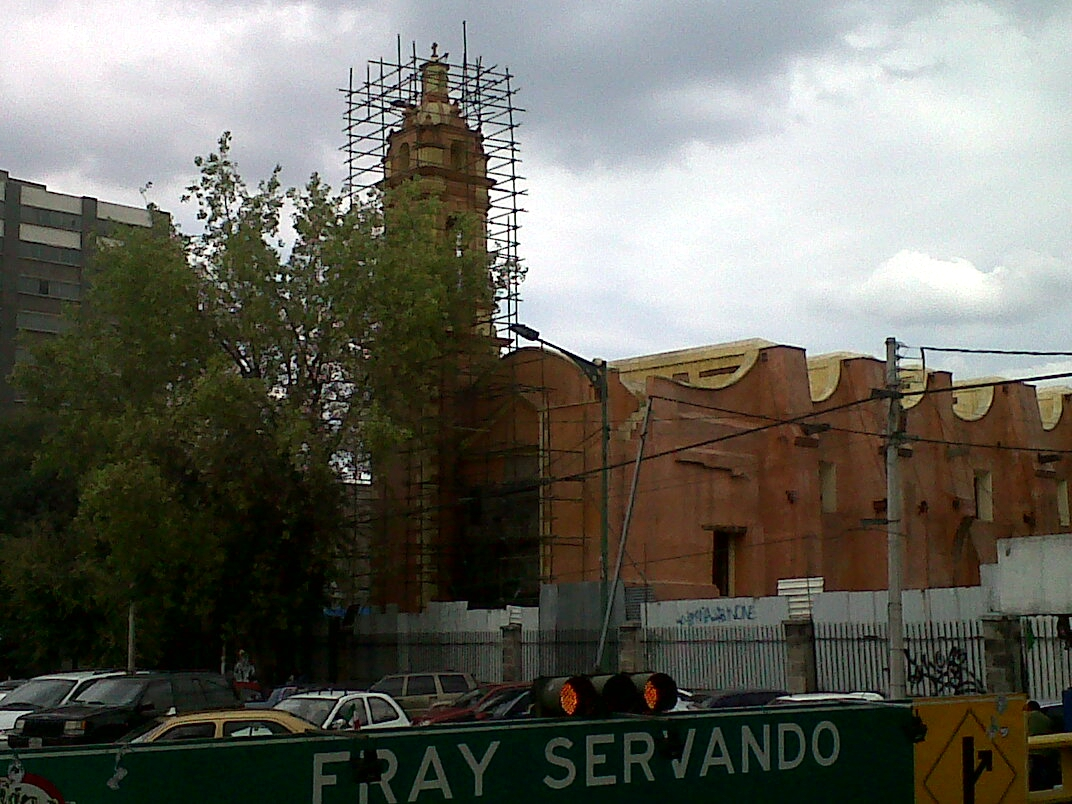
El hospital antoniano en México fue de los últimos en funcionar. Aunque secularizados, sacerdotes de la orden siguieron atendiendo su iglesia hasta 1821.

- Salamanca
- Medina del Campo
- Toro
- Valladolid
- Benavente
- Segovia
- Madrid
- Toledo
- Ciudad Real
- Talavera de la Reina
- Cadalso de los Vidrios
- Atienza
- Cuenca
- Huete
- Alfaro
- Murcia
- Albacete
- Baeza
- Úbeda
- Córdoba
- Sevilla
- México

### Reinos de Navarra y Aragón
Fuentes documentales señalan la existencia para el año 1274 de la encomienda de San Antón de Olite, dotada por la realeza navarra de origen francés de los Teobaldos. El Convento-Hospital de San Antón (el actual convento de Clarisas de la localidad) fue la sede de la Encomienda General de los Hermanos Hospitalarios de San Antonio de los reinos de Navarra y de la Corona de Aragón, con casas-hospitales (encomiendas dependientes) en:
- Pamplona
- Tudela
- Zaragoza
- Calatayud
- Huesca
- Valencia
- Orihuela
- Barcelona
- Cervera
- Lérida
- Tárrega
- Valls
- Palma de Mallorca